# Troisième circonscription de Chiro
La troisième circonscription de Chiro est une des 177 circonscriptions législatives de l'État fédéré Oromia, elle se situe dans la Zone Ouest Hararghe. Sa représentante de 2005 à 2009 est Fetia Yesuf Mumed.